# مارو-ووآی
مارو-ووآی (به لاتین: Marovoay) یک منطقهٔ مسکونی در ماداگاسکار است که در مارو-ووآی (بخش) واقع شده‌است.
 مارو-ووآی  ۶۵٬۰۰۰ نفر جمعیت دارد و ۱۰ متر بالاتر از سطح دریا واقع شده‌است.